# Зіньковський Віктор Олексійович
Віктор Олексійович Зіньковський (нар. 17 лютого 1949, місто Карло-Лібкнехтівськ, тепер Соледар Донецької області) — український радянський діяч, оператор Сєверодонецького виробничого об'єднання «Азот» Луганської області. Депутат Верховної Ради УРСР 11-го скликання.

## Біографія
Освіта середня.
З 1967 року — апаратник Сєверодонецького виробничого об'єднання «Азот» Луганської області.
Член КПРС з 1975 року.
З 1983 року — оператор Сєверодонецького виробничого об'єднання «Азот» імені Ленінського комсомолу Ворошиловградської (Луганської) області.
Потім — на пенсії в місті Сєверодонецьку Луганської області.

## Нагороди
- ордени
- медалі